# Oratorio di San Rocco (Santo Pietro Belvedere)
L'oratorio di San Rocco è un edificio religioso che si trova in località Santo Pietro Belvedere, a Capannoli.

## Descrizione
All'interno dell'antico oratorio è custodito un interessante affresco staccato, raffigurante la Madonna con Bambino, attribuito alla scuola di Benozzo Gozzoli.